# Georges Croegaert

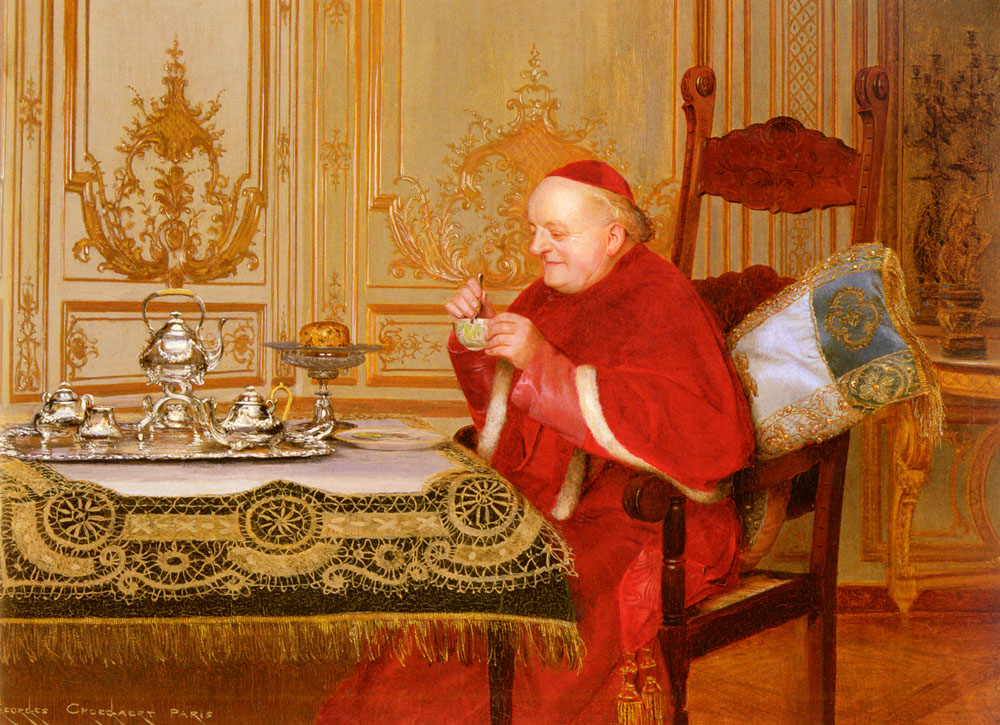
Teestunde

Georges Croegaert (* 7. Oktober 1848 in Antwerpen; † 1923 in Paris) war ein belgischer Maler von Genreszenen, Stillleben und Blumen.
Croegaert studierte an der Koninklijke Academie voor Schone Kunsten van Antwerpen. Er ließ sich 1876 in Paris nieder, wo er von Jan Van Beers beeinflusst wurde.
Er malte meist Genreszenen aus dem Leben der Pariser vornehmen Gesellschaft mit elegant gekleideten Damen. Er schuf auch anekdotische Szenen, in denen die Fürsten der katholischen Kirche in ihren Luxusapartments dargestellt wurden. Seine Werke erschienen zwischen 1882 und 1914 im Salon der Société des Artistes Français in Paris. 1888 stellte er in Wien aus.
Viele Gemälde Croegaerts kamen in die Kunstsammlungen in England und den Vereinigten Staaten.